# Энграмма
Энграмма (греч. έν — пребывание в каком-либо состоянии или действии + греч. γράμμα — всё написанное, запись) — термин, введённый немецким биологом Рихардом Земоном в начале XX века, который означает некую физическую «запись» памяти. В течение многих лет учёные пытались выяснить, каков механизм такой «записи».
Буквально с греческого слово «энграмма» означает «внутренняя запись». Этим словом древние греки обозначали восковые таблички для записи значения различных знаков.
Теория мнемизма рассматривала память как общее свойство живой материи, и в этой теории энграммой называлась «физическая привычка», которая «гравируется» в воспринимающем организме, будь то растение или животное. 
Представление о том, какие области мозга нужны для памяти, начало появляться с 1950-х годов. Уже в XXI веке опыты на мышах показали, что память кодируется параллельно и в гиппокампе, и в коре головного мозга. В мозге мышей, подвергнутых электрическому удару, образовывалась энграмма, включающая определённые нейроны гиппокампа, префронтальной зоны коры и миндалевидного тела.